# Kupolás-barlang
A Kupolás-barlang a Duna–Ipoly Nemzeti Park területén lévő Pilis hegységben, a Csévi-szirteken található egyik barlang.

## Leírás
Pilisszentléleken, a Pilis hegy Ny-i oldalában elhelyezkedő Csévi-szirteken (fokozottan védett területen) van a barlang bejárata, amely a Legény-barlang bejáratától ÉNy-ra 20 m-re, 10 m-rel alacsonyabban található. A DNy-ra tekintő bejárat közvetlenül a Leány-barlanghoz vezető ösvény mellett, sziklafal tövében helyezkedik el.
A dachsteini mészkőben kialakult, inaktív forrásbarlang egykor összeköttetésben lehetett a Legény-barlang rendszerével. A Kupolás-barlang falain gömbüstök és gömbfülkék láthatók, amelyek igazolják keveredési korróziós kialakulását. Fosszilis cseppkőbekérgezés, hidegvizes borsókő, farkasfog és néhány helyen limonitkiválások vannak benne. Kitöltése humuszból, kőtörmelékből és agyagból áll. A teljesen száraz barlangot sok pók lakja. A barlang szép formakincse szakmai szempontból is figyelemre méltó. A barlangjáró alapfelszereléssel bejárható barlang megtekintéséhez nem kell engedély.
A Kupolás-barlang nevet a bejáratánál és az emeleti járatában található, szépen oldott kupolák miatt kapta. 1990-ben volt először Kupolás-barlangnak nevezve a barlang az irodalmában. Előfordul irodalmában Legény-barlang melletti üreg (Ariadne 2005) néven is.

## Kutatástörténet
1990-ben Kárpát József, Pálinkás és Vajda mérték fel a Kupolás-barlangot, majd a felmérés alapján meg lett szerkesztve a barlang alaprajz térképe és hossz-szelvény térképe, amelyek 1:100 méretarányban ábrázolják a barlangot. Ebben az évben Kárpát József elkészítette a Legény-barlang környékének (Csévi-szirtek) áttekintő térképét. A térképen látható a Kupolás-barlang (a térképen Kupolás) bejáratának földrajzi elhelyezkedése.
A Kárpát József által 1990-ben írt kéziratban szó van arról, hogy a Kupolás-barlangnak (Pilisszentlélek) a Legény-barlang bejáratától ÉNy-ra 20 m-re, 10 m-rel alacsonyabban van a bejárata. A bejárat közvetlenül a Leány-barlanghoz vezető ösvény mellett, sziklafal tövében helyezkedik el. Eddig nem volt leírva a barlang. Nevét a bejáratánál és az emeleti járatában található, szépen oldott kupolák miatt kapta. A barlang 21 m hosszú, +7 m mély és 10 m vízszintes kiterjedésű.
A dachsteini mészkőben kialakult, inaktív forrásbarlang egykor összeköttetésben lehetett a Legény-barlang rendszerével. A Kupolás-barlang falain gömbüstök és gömbfülkék láthatók, amelyek igazolják keveredési korróziós kialakulását. Fosszilis cseppkőbekérgezés, hidegvizes borsókő, farkasfog és néhány helyen limonitkiválások vannak benne. Kitöltése humuszból, kőtörmelékből és agyagból áll. A teljesen száraz barlangot sok pók lakja. A barlangból É-ra, balra kiágazó oldalág szűk, de a felszínre vezet átbontható nyílással. A bejárattal szemben fekvő végpontja ígéretesnek tűnik feltáró kutatás szempontjából. A barlangban nincs rongálási nyom, szép formakincse szakmai szempontból is figyelemre méltó. Az ismertetésbe bekerültek a barlang 1990-ben készült térképei és a Legény-barlang környékének (Csévi-szirtek) áttekintő térképe.
A Kárpát József által 1991-ben írt kéziratban meg van említve, hogy a Kupolás-barlang (Piliscsév) 21 m hosszú és 7 m mély. 2002-ben a Barlangtani Intézet megbízásából az Ariadne Karszt- és Barlangkutató Egyesület két tagja, Kovács Ádám és Kovács Richárd mérték fel a 4840-75 barlangkataszteri számú Kupolás-barlangot. Kovács Richárd a felmérés alapján megszerkesztette a barlang alaprajz térképét 5 keresztmetszettel. A felmérés szerint a barlang 34 m hosszú, 0,8 m mély és 7,5 m magas. Az egyesület 2005. évi jelentésében az olvasható, hogy a 4840-75 barlangkataszteri számú Kupolás-barlang (Legény-barlang melletti üreg) 34 m hosszú, 8,3 m függőleges kiterjedésű, 0,8 m mély, 7,5 m magas és 13 m vízszintes kiterjedésű.
Az egyesület 2008. évi jelentése szerint a 4840-75 barlangkataszteri számú Kupolás-barlang (Legény-barlang melletti üreg) 34 m hosszú, 8,3 m függőleges kiterjedésű, 0,8 m mély, 7,5 m magas és 13 m vízszintes kiterjedésű. Az egyesület 2009. évi jelentése szerint a 4840-75 barlangkataszteri számú Kupolás-barlang (Legény-barlang melletti üreg) 34 m hosszú, 8,3 m függőleges kiterjedésű, 0,8 m mély, 7,5 m magas és 13 m vízszintes kiterjedésű. Az egyesület 2010. évi jelentése szerint a 4840-75 barlangkataszteri számú Kupolás-barlang 34 m hosszú, 8,3 m függőleges kiterjedésű, 0,8 m mély, 7,5 m magas és 13 m vízszintes kiterjedésű.
Az egyesület 2011. évi jelentése szerint a 4840-75 barlangkataszteri számú Kupolás-barlang 34 m hosszú, 8,3 m függőleges kiterjedésű, 0,8 m mély, 7,5 m magas és 13 m vízszintes kiterjedésű. Az egyesület 2013. évi jelentése szerint a 4840-75 barlangkataszteri számú Kupolás-barlang 34 m hosszú, 8,3 m függőleges kiterjedésű, 0,8 m mély, 7,5 m magas és 13 m vízszintes kiterjedésű. Az egyesület 2014–2015. évi jelentése szerint a 4840-75 barlangkataszteri számú Kupolás-barlang 34 m hosszú, 8,3 m függőleges kiterjedésű, 0,8 m mély, 7,5 m magas és 13 m vízszintes kiterjedésű.